# Carantania
Carantania (en esloveno: Karantanija) fue un antiguo ducado eslavo de Europa Central. Los carantanios son los ancestros de los actuales eslovenos.[cita requerida]

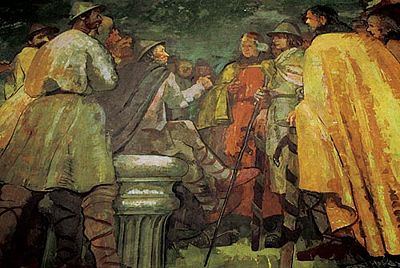
Instalación en la Piedra del Príncipe.

La capital de Carantania era la ciudad de Karnburg (Krnski grad), situada en el valle del Zollfeld (Gosposvetsko polje), al norte de Klagenfurt (Celovec). Carantania abarcaba parte de los territorios de los actuales Estados de Austria y Eslovenia.
En 595 se registra la cita, por parte del historiador lombardo Paulus Diaconus, del primer Estado estable eslavo y esloveno como "Provincia Sclaborum", que luego se conocería como Carantania. En 623, los eslavos fueron unidos en una alianza bajo el rey Samo, conocida en las fuentes históricas como Marca Vinedorum, la cual incluía los territorios de Carantania. En 658, después de la muerte de Samo, la Alianza Eslava se desintegró, pero Carantania sobrevivió y mantuvo su independencia.
Carantania, que era una nación pagana, fue seriamente amenazada militarmente en 745 por los ávaros de la vecina Panonia, razón por la cual el duque Borut solicitó ayuda militar a los bávaros, ya cristianizados y vasallos del rey de los francos, quien era considerado el protector del cristianismo de Europa. El rey de los francos autorizó a Baviera a que ayudase a la pagana Carantania, pero a condición de que esta última aceptara el cristianismo. El duque Borut aceptó la condición y con la ayuda de los bávaros Carantania derrotó definitivamente a los ávaros. Así fue que el duque Borut envió a su hijo Gorazd y a su sobrino Hotimir para que se educaran en la fe cristiana en Baviera. 
En las décadas siguientes a la derrota de los ávaros, el obispo de Salzburgo, san Virgilio, envió a Carantania una serie de monjes irlandeses, destacándose san Modesto como apóstol de los carantanios. Tras la muerte de san Modesto hubo una breve restauración pagana debido a que no se respetó el tratado por el cual Carantania había aceptado asumir el cristianismo. Así fue que el ejército bávaro invadió el país y derrocó el gobierno pagano. 
La irrupción de los bávaros, sin embargo, provocó una imagen negativa del cristianismo, ya que el ejército extranjero no respetó disciplina alguna, como no lo ha hecho ningún ejército en general en esas circunstancias. A consecuencia de ello, entre la gente creció la desconfianza hacia el cristianismo. El duque Domitian completó la conversión al cristianismo. El duque falleció en 802 y fue luego canonizado.
Hacia 828 el ducado de Carantania ocupaba el territorio de las actuales Austria y Eslovenia.

## La instalación de los duques de Carantania
El principado de Carantania es conocido principalmente por su antiguo rito de instalación de su duque o príncipe (knez en lengua eslovena), una práctica que continuó en el posterior Ducado de Carintia. El rito se efectuaba en lengua eslovena y el candidato propuesto por el rey o emperador debía sentarse sobre la Piedra del Príncipe (en esloveno Knežji kamen). Allí era interrogado acerca de sus cualidades por un campesino libre elegido por sus pares, es decir, un representante del pueblo. Este ritual se describe en el libro de Jean Bodin Les six livres de la République (Los seis libros de la República) como un antecedente único en Europa de democracia durante la Edad Media. Este rito se llevó a cabo hasta 1414.